# Лана Рой
Мілана Наільївна Ганєєва (нар. 2 липня 1997, Саров, Росія), відома як Лана Рой — російська порноакторка.

## Життєпис
В порноіндустрію потрапила в кінці 2018 року у віці 21 року. Однією з перших стала сцена для порносайту LifeSelector. Знімається переважно в хардкор-сценах (анальний секс, подвійне проникнення), також бере участь у традиційних, лесбійських і міжрасових категоріях.
Знімається для порностудій 21Sextury, DDF Network, Evil Angel, Immoral Live, Nubiles, Private Media Group / Private, True Amateurs, Tushy, Дорсель, Марк / Video Marc Dorcel та інших.
У жовтні 2020 року була оголошена лауреаткою премії XBIZ Europa Award в основній категорії «Краща нова старлетка», при цьому ставши другою після Лії Сільвер російською акторкою, яка перемогла в даній категорії.
Загальна кількість порносцен і фільмів за даними сайту IAFD на жовтень 2020 року — 65.

## Вибрана фільмографія
- 2019 — «FantASStic DP 37»
- 2020 — «Anal Threesomes By Private 2»
- 2020 — Asshole Fever 11
- 2020 — Maids on Duty 2
- 2020 — Mariska, Executive Secretary
- 2020 — Pornochic 32: Avi and Lana[5]
- 2020 — Private Specials 290: Black POVs
- 2020 — Rocco: Pure Fitness[6]
- 2020 — Russian Institute: the Headmistress’ Daughter